# Mas-de-Londres
Mas-de-Londres település Franciaországban, Hérault megyében. Lakosainak száma 673 fő (2022. január 1.). Mas-de-Londres Cazevieille, Notre-Dame-de-Londres, Rouet, Saint-Martin-de-Londres, Valflaunès és Viols-en-Laval községekkel határos.

## Népesség
A település népességének változása:
| Lakosok száma | 129  | 183  | 204  | 315  | 580  | 634  | 671  | 672  | 672  | 673  |
|               | 1968 | 1982 | 1990 | 2006 | 2013 | 2015 | 2017 | 2019 | 2020 | 2022 |